# Viện hàn lâm Pháp

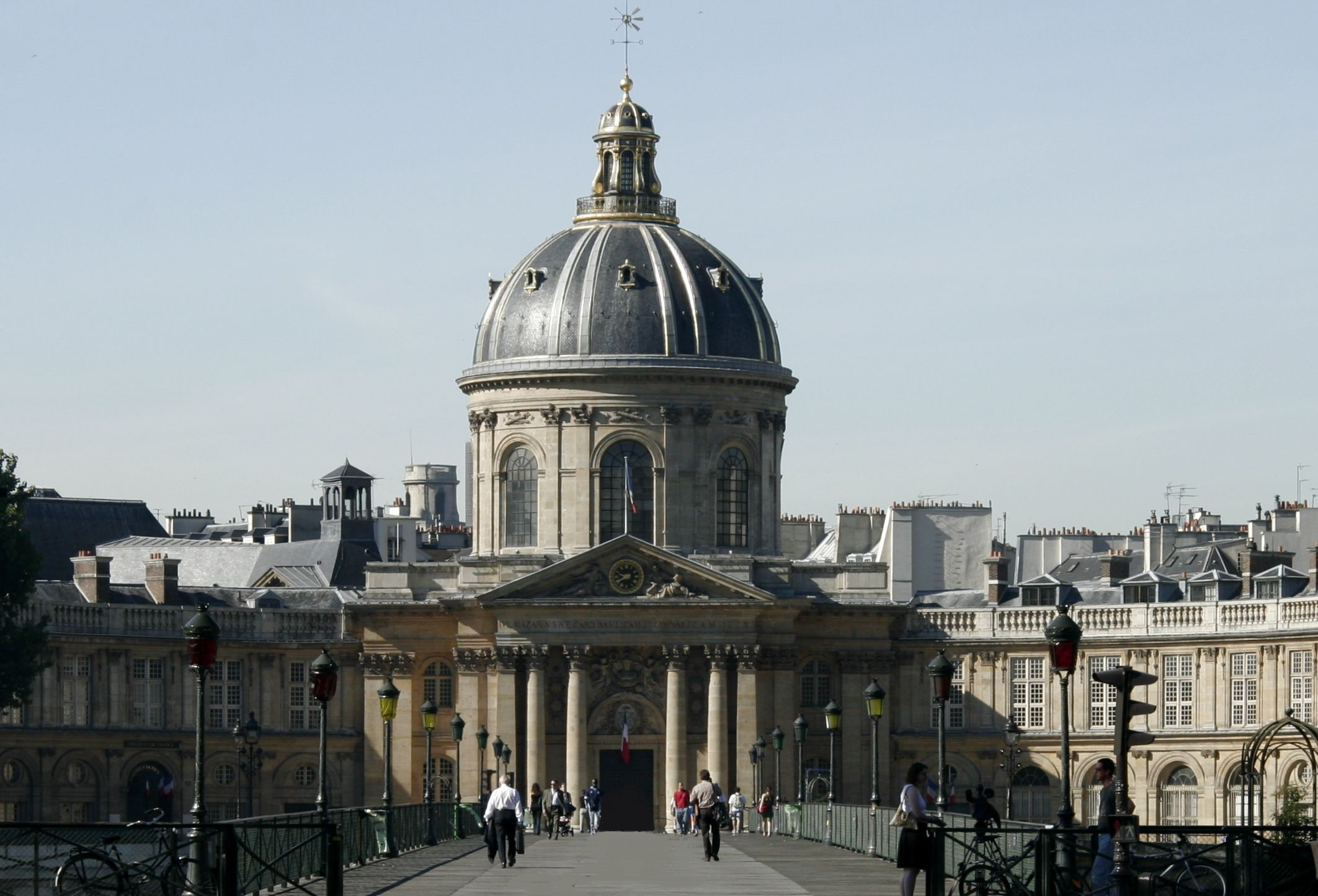
Tòa nhà Institut de France trong đó có trụ sở của Viện hàn lâm Pháp

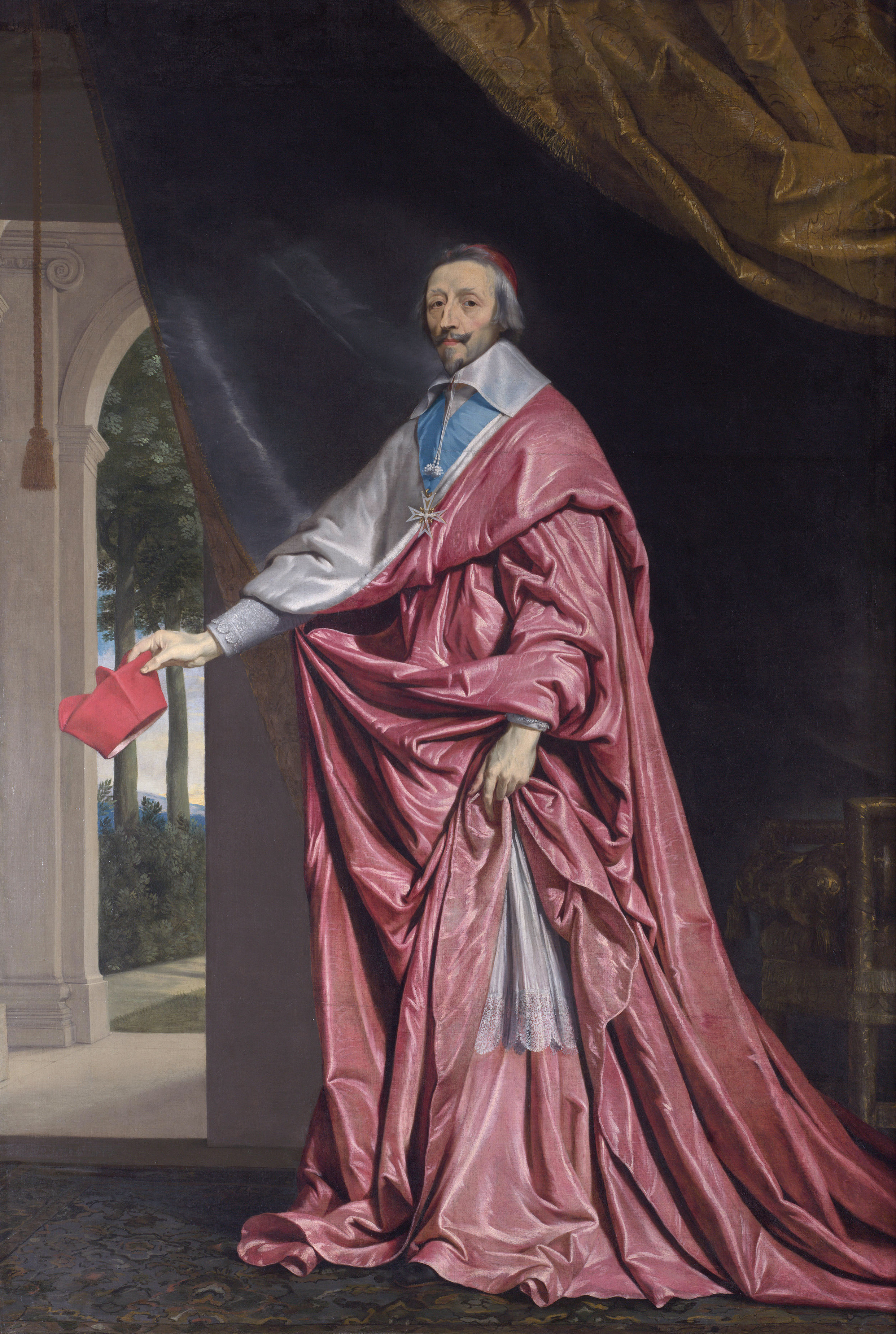
Hồng y Richelieu người sáng lập Viện hàn lâm Pháp

Viện Hàn lâm Pháp (tiếng Pháp:L'Académie française) là thể chế học thuật tối cao liên quan tới tiếng Pháp. Hàn lâm viện này được thành lập năm 1635 bởi Hồng y Richelieu, người đứng đầu nội các của Vua Louis XIII. Bị giải tán năm 1793 trong Cách mạng Pháp, nó được khôi phục năm 1803 bởi Napoleon Bonaparte.
Viện Hàn lâm Pháp bao gồm 40 thành viên, được biết dưới tên immortels (những người bất tử). Viện hàn lâm Pháp tập hợp những nhân vật nổi bật trong giới văn học (các nhà thơ, tiểu thuyết gia, nhà soạn kịch, nhà phê bình văn học), cả những triết gia, nhà sử học, nhà khoa học nổi tiếng – và theo truyền thống - gồm cả những nhân vật quân sự, chính khách và tôn giáo quyền cao chức trọng. Các thành viên mới được bầu bởi các thành viên đương vị. Các viện sĩ giữ vị trí này suốt đời, trừ khi họ bị loại bỏ do tư cách sai trái. Philippe Pétain, được gọi là Nguyên soái của Pháp sau chiến thắng Verdun trong Chiến tranh thế giới thứ nhất, được bầu vào Viện năm 1931 và, sau khi trở thành Quốc trưởng của chính phủ Vichy trong Chiến tranh thế giới thứ hai, bị buộc phải từ chức năm 1945. Cơ quan này đóng vai trò có thẩm quyền chính thức về ngôn ngữ; nó tham gia vào việc xuất bản từ điển chính thức. Tuy nhiên, những quyết định của nó lại không phải là bắt buộc với công chúng hoặc chính phủ.
Được sáp nhập vào Institut de France khi viện này được thành lập ngày 25.10.1795, Viện hàn lâm Pháp là viện hàn lâm đầu tiên trong 5 viện hàn lâm của Pháp.
Nhiệm vụ được trao cho viện ban đầu là chuẩn hóa ngôn ngữ Pháp, đưa ra những quy tắc ngữ pháp, làm cho tiếng Pháp trong sáng và dễ hiểu cho mọi người. Trong tinh thần đó, Viện bắt đầu soạn một quyển từ điển: ấn bản đầu tiên của quyển Dictionnaire de l'Académie française (Từ điển của Viện hàn lâm Pháp) được xuất bản năm 1694 và ấn bản lần thứ 9 đang được biên soạn.

## Chức năng
Điều XXIV của Quy chế định rõ rằng «chức năng chính của Viện hàn lâm Pháp là làm việc hết sức cẩn thận, kỹ càng để đưa ra những quy tắc chắc chắn cho ngôn ngữ của chúng ta, và làm cho nó trong sáng, hùng hồn, đủ sức lột tả được nghệ thuật và khoa học».

### Xác định tiêu chuẩn ngôn ngữ Pháp
Nhiệm vụ đầu tiên của Viện là ghi nhận và nghiên cứu mọi biến đổi về ngữ điệu, cách phát âm và chính tả, rồi rút ra dạng mạch lạc nhất có thể dùng làm chuẩn mực cho các thợ in, các biên tập viên luật pháp và tài liệu hành chính, cho việc giáo dục. Để hoàn thành nhiệm vụ, Viện đã làm việc theo 2 hướng: 
- Thu thập danh mục các từ (mot), cách phát âm, chính tả và nghĩa của chúng để soạn một quyển từ điển từ vựng.
- Thực hiện cùng việc làm như trên để lập ra quyển Ngữ pháp tiếng Pháp mà việc xuất bản được chuyển từ năm này sang năm khác.

Ngày nay, Viện vẫn tiếp tục công trình này chuẩn bị cho việc xuất bản quyển Từ điển của Viện hàn lâm Pháp (Dictionnaire de l'Académie française) trong tương lai, ấn định việc sử dụng ngôn ngữ, và tham gia vào nhiều ủy ban thuật ngữ khác nhau.
Trung thành với nhiệm vụ ban đầu là thiệt lập các tiêu chuẩn cho ngôn ngữ chính thức, Viện hàn lâm Pháp phản đối việc nêu các ngôn ngữ khu vực trong Hiến pháp của Pháp, theo một tuyên bố công bố ngày 12.6.2008. Thực ra – theo các viện sĩ - việc đề cập này sẽ khiến Pháp phải chuẩn y Hiến chương ngôn ngữ khu vực hoặc ngôn ngữ thiểu số của châu Âu (Charte européenne des langues régionales ou minoritaires), điều mà Viện không muốn.

## Vai trò của Viện hàn lâm Pháp

### Các việc sửa chính tả
Trong bài diễn văn ngày 24.10.1989, thủ tướng Pháp đã đề nghị Conseil supérieur de la langue française (Hội đồng tối cao ngôn ngữ Pháp) suy nghĩ kỹ 5 điểm liên quan tới chính tả:
- dấu gạch nối (-);
- số nhiều của những từ ghép;
- dấu mũ (^);
- động tính từ quá khứ của những tự động từ (le participe passé des verbes pronominaux);
- những dạng khác thường (diverses anomalies).

Năm điểm nêu trên không chỉ liên quan tới chính tả của từ ngữ hiện hữu, mà còn liên quan tới các từ ngữ sẽ được đặt ra, nhất là những từ khoa học và kỹ thuật.
Được "Hội đồng tối cao ngôn ngữ Pháp" trình bày, những sửa đổi này đã được Viện Hàn lâm Pháp nhất trí tán thành, cũng như "Hội đồng tối cao ngôn ngữ Pháp" của Québec (Canada) và "Hội đồng ngôn ngữ cộng đồng tiếng Pháp" của Bỉ.
Những sửa đổi này đã được đăng trong Công báo Pháp ngày 6.12.1990. Những sửa đổi này, giảm nhẹ nội dung và phạm vi của chúng, được tóm tắt như sau: 
- dấu gạch nối: một số từ sẽ thay dấu gạch nối bằng việc viết liền nhau (ví dụ: porte-manteau thành portemanteau, porte-feuille thành portefeuille);
- số nhiều của những từ ghép: những từ ghép kiểu "pèse-lettre" sẽ chuyển sang số nhiều theo quy tắc của những từ đơn (ví dụ: des pèse-lettres);
- dấu mũ: sẽ không buộc phải dùng dấu mũ trên các chữ "I" và "u", ngoại trừ trong những vĩ tố động từ và trong một số từ (ví dụ: qu’il fût, mûr);
- động tính từ quá khứ: sẽ không thay đổi trong trường hợp động từ laisser theo sau là một động từ lối vô định (ví dụ: elle s’est laissé mourir);
- Những dạng khác thường:
  - những từ vay mượn: về nhấn trọng âm và số nhiều, các từ vay mượn sẽ theo quy tắc của những từ tiếng Pháp (ví dụ: un imprésario, des imprésarios);
  - Những loại không ăn khớp: những cách viết sẽ được làm cho phù hợp với các quy tắc lối viết của Pháp (ví dụ: douçâtre), hoặc theo sự liên kết của một loại cụ thể (ví dụ: boursouffler như souffler, charriot như charrette).

### Việc làm giàu ngôn ngữ Pháp
Việc phát triển khoa học và kỹ thuật từng tiến triển nhanh từ những thập niên trước đã có xu hướng thuận lợi cho việc bành trướng của tiếng Anh, thiệt cho tiếng Pháp. Để tránh việc dung những tthuật ngữ anglo-Saxon, và những thuật ngữ nước ngoài rất thông thường trong các lãnh vực kỹ thuật nơi không ngừng xuất hiện những thực tế mới phải đặt tên, chính quyền đã đưa ra một quyết định về hệ thống thuật ngữ và việc dùng các từ mới. Quyết định này đã được đặt ra bởi sắc lệnh ngày 3.7.1996 liên quan tới việc làm giàu ngôn ngữ Pháp phù hợp với luật về ngôn ngữ Pháp tức luật Toubon ngày 4.8. 1994.
Viện hàn lâm Pháp như vậy có tham gia đóng góp vào quyết định làm giàu ngôn ngữ Pháp cùng với Délégation générale à la langue française et aux langues de France (Phái đoàn chung về ngôn ngữ Pháp và các ngôn ngữ (địa phương) ở Pháp), Commission générale de terminologie et de néologie (Ủy ban chung về hệ thống thuật ngữ và việc dùng các từ mới), và những Commissions spécialisées de terminologie et de néologie (Ủy ban chuyên môn về hệ thống thuật ngữ và việc dùng các từ mới) làm việc trong các bộ . Viện hàn lâm Pháp có đại diện ở nhiều giai đoạn trong quá trình soạn thảo các thuật ngữ. Viện tham gia vào các công việc của những ủy ban chuyên môn, trong mọi lãnh vực (tin học, viễn thông, vận tải, khoa công trình hạt nhân, thể thao vv...) đề nghị những thuật ngữ tiếng Pháp để chỉ rõ những khái niệm mới. Viện là thành viên của Ủy ban chung xem xét những đề nghị của những ủy ban chuyên môn, và cho phép Công báo xuất bảnnhững thuật ngữ. Những thuật ngữ và định nghĩa của chúng cũng được xuất bản trên trang internet FranceTerme mà những nhà chuyên môn và quần chúng đều truy cập được. 
Việc sử dụng các thuật ngữ tiếng Pháp thay cho các thuật ngữ nước ngoài như vậy trở thành bắt buộc trong các cơ quan hành chính và các cơ sở công cộng.

### Khuyến khích hoạt động văn học
Nhiệm vụ thứ hai của Viện - việc bảo trợ văn học – không được dự trù trong quy chế ban đầu, bắt nguồn từ việc xử lý các tài sản tặng dữ và tài sản di tặng được trao cho viện từ thời Chế độ cũ. Như vậy, Viện hàn lâm Pháp hiện nay trao khoảng 60 giải thưởng văn học hàng năm, trong đó có Giải thưởng lớn Văn học của Viện Hàn lâm Pháp, Giải thưởng lớn cho tiểu thuyết của Viện hàn lâm Pháp, Giải thưởng lớn văn học Paul Morand, Giải thưởng lớn của Cộng đồng Pháp ngữ vv...
Viện hàn lâm Pháp cũng cấp các khoản trợ cấp cho những hội văn hóa hay hội trí thức, những việc từ thiện, trợ cấp cho các gia đình đông con, các quả phụ nghèo và một số học bổng.

## Lịch sử

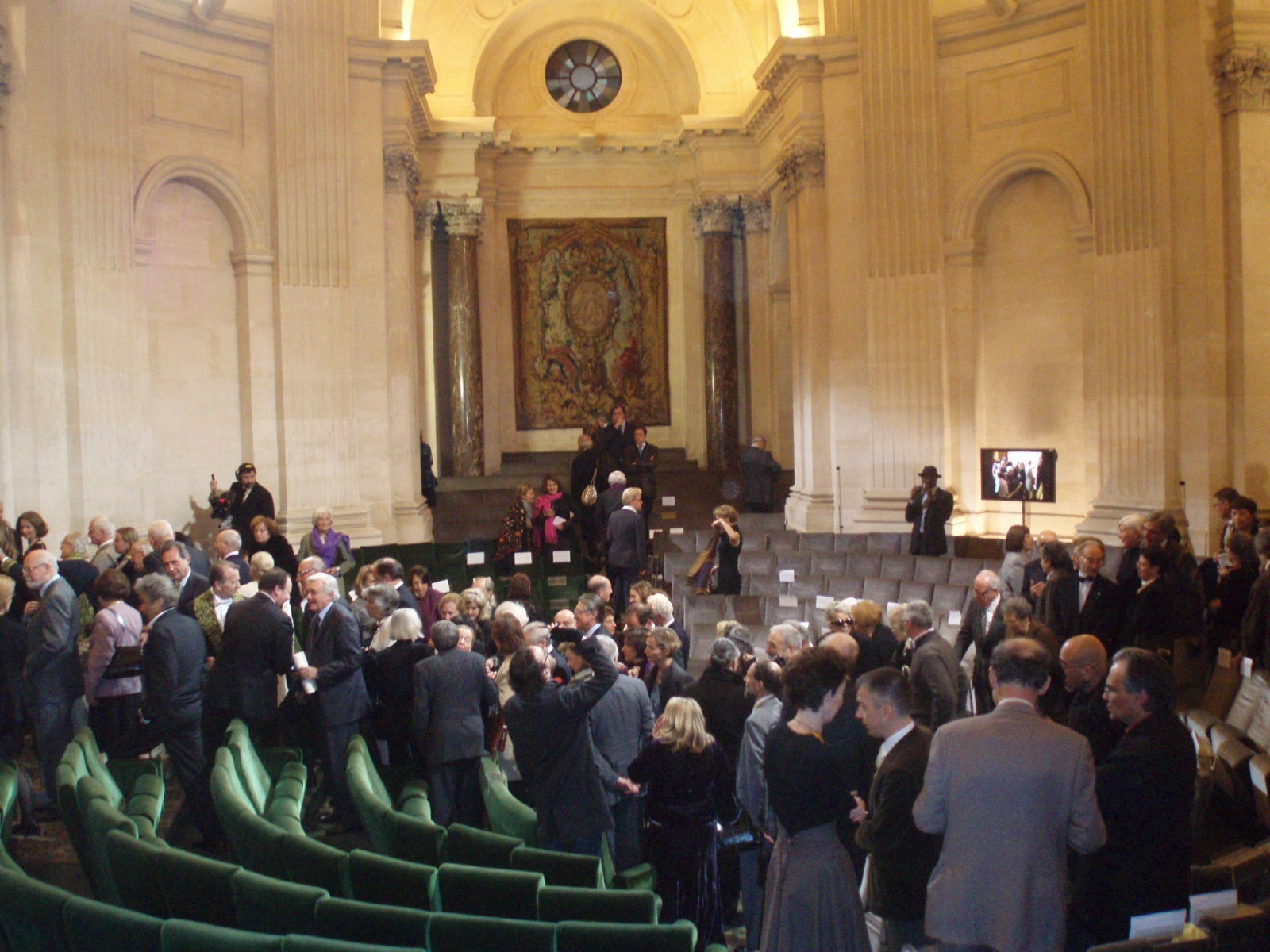
Viện hàn lâm Pháp, nơi các viện sĩ nhóm họp trong các buổi họp công cộng.

Nguồn gốc Viện hàn lâm Pháp bắt đầu từ những cuộc họp không chính thức của nhóm nhà văn học thuộc «hội Conrart» từ năm 1629 tại số 135 phố Saint-Martin, nơi cư ngụ của Valentin Conrart, cố vấn của vua Louis XIII. Các cuộc họp mặt văn học này đã gợi ý cho hồng y Richelieu lập ra dự án thành lập Viện hàn lâm Pháp, biến các cuộc họp này thành một hội đoàn văn học dưới quyền nhà vua, theo mẫu Accademia della Crusca thành lập ở Firenze (Ý) năm 1583 và đã xuất bản tập Vocabolario (Ngữ vựng) năm 1612. Conrart xin lettre patente, soạn thảo quy chế và điều lệ ngày 13.3.1634, được hồng y Richelieu chứng thực ngày 16.2.1635, và được vua Louis XIII ký ngày 22.2.1635 (ngày được coi là ngày khai sinh chính thức của Viện) và được đăng ký ở Nghị viện Paris ngày 16.7.1637. Viện gồm 22 viện sĩ, trong đó có chín người trong nhóm ban đầu cộng thêm 13 viện sĩ mới. Valentin Conrart trở thành thư ký suốt đời từ năm 1634 tới 1675; hồng y Richelieu được phong là cha đẻ và người bảo trợ của Viện.

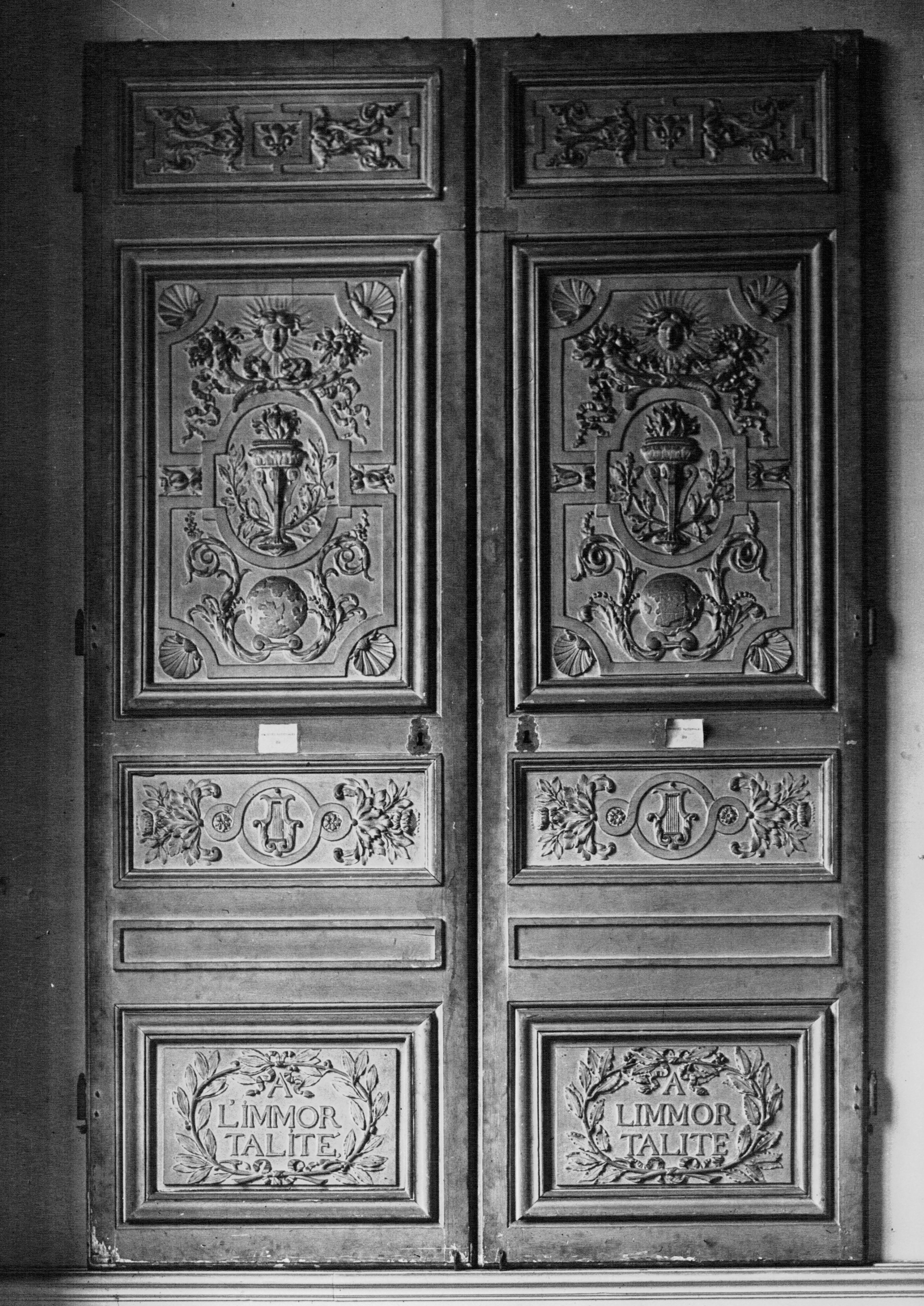
Cửa cũ của Viện hàn lâm Pháp (trước năm 1780) với khẩu hiệu «À l'immortalité» (Để lưu danh muôn thuở).

Quyển Histoire de l'Académie françoise (tập một xuất bản năm 1653) do Paul Pellisson, một viện sĩ của Viện viết, tập thứ hai do Pierre-Joseph Thoulier d'Olivet viết thuật lại lịch sử của Viện, được xuất bản năm 1729), soạn thảo từ các sổ sách của Viện Hàn lâm Pháp và dưới ảnh hưởng của các viện sĩ, là nguồn duy nhất về việc thành lập Viện hàn lâm này. Pellisson cho rằng Viện không có tính mục đích bác học nào như académie de Baïf thành lập năm 1570 và "Hội văn học Mersenne" hoặc tính mục đích chính trị như "Hội Dupuy", tuy nhiên chuyện thuật lại của ông quên rằng câu lạc bộ Conrart qui tụ các nhà văn, các nhà quý tộc lớn và cũng nhằm mục đích trao đổi các thông tin để tạo cho nhóm này vị trí ưu tiên trong lãnh vực chính trị, xã hội ở thời đại này. Hơn nữa, Viện hàn lâm cho ý kiến về các tác phẩm văn học (xem sự can thiệp của Viện vào «cuộc tranh luận về tác phẩm Le Cid của Corneille»), hồng y Richelieu xem đây là một phương tiện để kiểm soát sinh hoạt văn hóa và trí thức Pháp. Trong ý muốn thu thập, hồng y Richelieu muốn ngôn ngữ Pháp là việc của những người đại diện các lãnh vực tri thức khác nhau (các giáo sĩ, các quân nhân - người đầu tiên là công tước Armand de Coislin năm 1652 - các nhà ngoại giao, rồi các nhà văn và triết gia - người đầu tiên là Montesquieu năm 1727 - dưới triều vua Louis XV người đã đe dọa bãi bỏ Viện hàn lâm khi viện muốn độc lập nhờ "Phong trào Ánh Sáng") và quyết định là Viện hàn lâm mở ra cho 40 viện sĩ bình đẳng và độc lập, vì thế Viện không cần trợ cấp.
Đặc tính chính thức của Viện «những người tài trí» được hình thành, ban đầu Viện họp ở bất cứ nhà viện sĩ nào, sau đó họp tại nhà quan chưởng ấn Pierre Séguier từ năm 1639, theo ý kiến của Colbert họp tại cung điện Louvre từ năm 1672, và cuối cùng họp ở collège des Quatre-Nations (trở thành Institut de France năm 1795) từ năm 1805 tới ngày nay.
Trong 3 thế kỷ rưỡi tồn tại, trong đó Viện đã là hiện thân của quyền hành dưới các triều vua Louis XIII và Louis XIV, biểu lộ tư tưởng cách mạng dưới các triều vua Louis XV và Louis XVI, Viện đã biết duy trì thể chế của mình, hoạt động đều đặn, ngoại trừ sự gián đoạn từ năm 1793 tới năm 1803 trong thời Convention thermidorienne, thời Chế độ đốc chính và lúc khởi đầu thời Chế độ tổng tài. Năm 1694 Viện xuất bản ấn bản đầu tiên quyển Dictionnaire de l'Académie française (Từ điển của Viện hàn lâm Pháp). Năm 1793, do sắc lệnh ngày 8.8.1793, Hội nghị quốc ước bãi bỏ mọi viện hàn lâm hoàng gia, trong đó có Viện hàn lâm Pháp, và xác định lệnh cấm bầu các thành viên mới thay thế cho các thành viên đã tạ thế. Trong thời Cách mạng Pháp, tu sĩ Morellet đã cứu vãn các hồ sơ lưu trữ của Viện hàn lâm bằng cách đem về cất giấu ở nhà ông. Năm 1795 (sắc lệnh ngày 22.8.1795) các Viện hàn lâm này được thay thế bằng một Viện duy nhất: Institut de France. luật về việc tổ chức Ủy ban giáo dục công cộng ngày 3 tháng Sương mù năm IV (tức ngày thứ Ba 25.10.1795) quyết định việc tổ chức Viện. Do nghị định ngày 3 tháng pluviôse (tháng mưa) năm XI (tức 23.1.1803) Napoléon Bonaparte - viên tổng tài thứ nhất - quyết định phục hồi các viện hàn lâm cũ, nhưng chỉ đơn giản là những ngành (hay đơn vị) của Institut de France. Đơn vị thứ hai «ngành ngôn ngữ và văn học Pháp» trên thực tế tương ứng với Viện hàn lâm Pháp cũ. Ngày 21.3.1816, vua Louis XVIII, muốn trở lại với thời kỳ tiền cách mạng, đã trả lại tên cũ - Viện hàn lâm - cho các đơn vị (hay ngành) đã bị Bonaparte đổi tên, nhưng tự cho phép ông có quyền ưu tiên chọn lựa các viện sĩ.
Lưu ý là năm 1800, theo lời xúi giục của Jean-Pierre Louis de Fontanes, André Morellet và Jean Baptiste Antoine Suard, Lucien Bonaparte - lúc bấy giờ là bộ trưởng bộ Nội vụ - từng mơ ước trở thành một viện sĩ, đã nhắm tổ chức lại Viện hàn lâm Pháp. Viên tổng tài thứ nhất, người anh của ông (tức Napoléon Bonaparte) xuất thân từ cuộc Cách mạng, chống đối dự án này và đã viết cho ông ta ngày 26 tháng messidor năm VIII (tức 15.7.1800) như sau:
- không hề có Viện hàn lâm Pháp.
- nó đã bị bãi bỏ bởi một đạo luật của chế độ Cộng hòa.
- "Institut de France" đã tập hợp cùng lúc các Viện hàn lâm Khoa học, Viện hàn lâm Pháp và Viện hàn lâm văn chương rồi.
- nếu một hiệp hội mang cái tên nực cười (sic) Viện hàn lâm Pháp và theo điều lệ cũ của nó, thì ý định của chính phủ sẽ là bãi bỏ nó ngay lập tức.

Chủ nghĩa yêu nước nẩy sinh từ cuộc Chiến tranh thế giới lần thứ nhất dành ưu tiên cho việc tuyển chọn nhiều thống chế (người đầu tiên là thống chế Lyautey năm 1912). Trong thời bị Đức chiếm đóng, Viện hàn lâm Pháp đã có những viện sĩ cộng tác với kẻ thù (như Charles Maurras, Abel Bonnard, Abel Hermant vv... và thống chế Pétain) từ năm 1929. Một truyền thuyết muốn rằng François Mauriac là linh hồn của cuộc kháng cự hàn lâm trong khi chính Georges Duhamel được bầu tạm thời vào chức thư ký vĩnh viễn năm 1942 là người đã tránh cho Viện hàn lâm khỏi bị lệ thuộc vào chế độ Vichy, đặc biệt là bằng việc đình chỉ các cuộc bầu cử (viện sĩ) như (từng xảy ra) năm 1790. Khi nước Pháp được giải phóng, giới trí thức bị Comité national des écrivains (Ủy ban nhà văn quốc gia) thanh lọc và muốn bãi bỏ Viện hàn lâm này. Georges Duhamel đã bảo vệ thành công sự nghiệp của viện trước tướng Charles de Gaulle. Bộ luật về tội indignité nationale dự trù là mọi người bị coi là mắc tội này và thuộc vào một cơ quan hiến định sẽ bị tự động khai trừ - đã không bao gồm những viện sĩ cộng tác với kẻ thù ở Viện hàn lâm này.
Viện hàn lâm từ đó lại tìm được sự độc lập hoàn toàn về chính trị và tài chính đối với Institut de France do loi de programme pour la recherche de 2006 (luật về chương trình nghiên cứu năm 2006).
Marguerite Yourcenar là nữ viện sĩ đầu tiên được bầu vào Viện hàn lâm Pháp năm 1980, như một sự công nhận quyền bình đẳng của phụ nữ trước «bộ lạc 40 người nam» này, trong khi Léopold Sédar Senghor là người châu Phi đầu tiên trở thành viện sĩ năm 1983.

## Những «người bất tử»

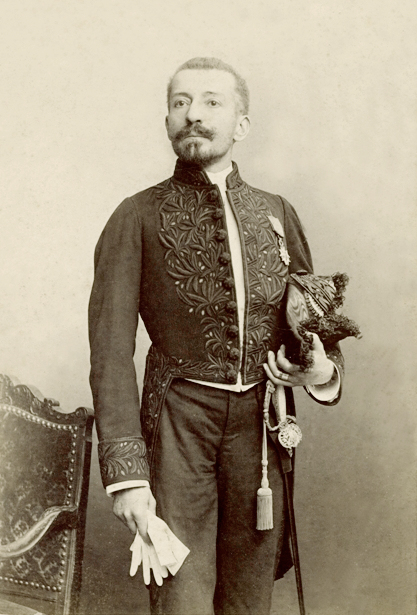
Pierre Loti mặc áo viện sĩ trong ngày được nhận vào Viện hàn lâm Pháp, ngày 7.4.1892.

## Các viện sĩ hiện nay

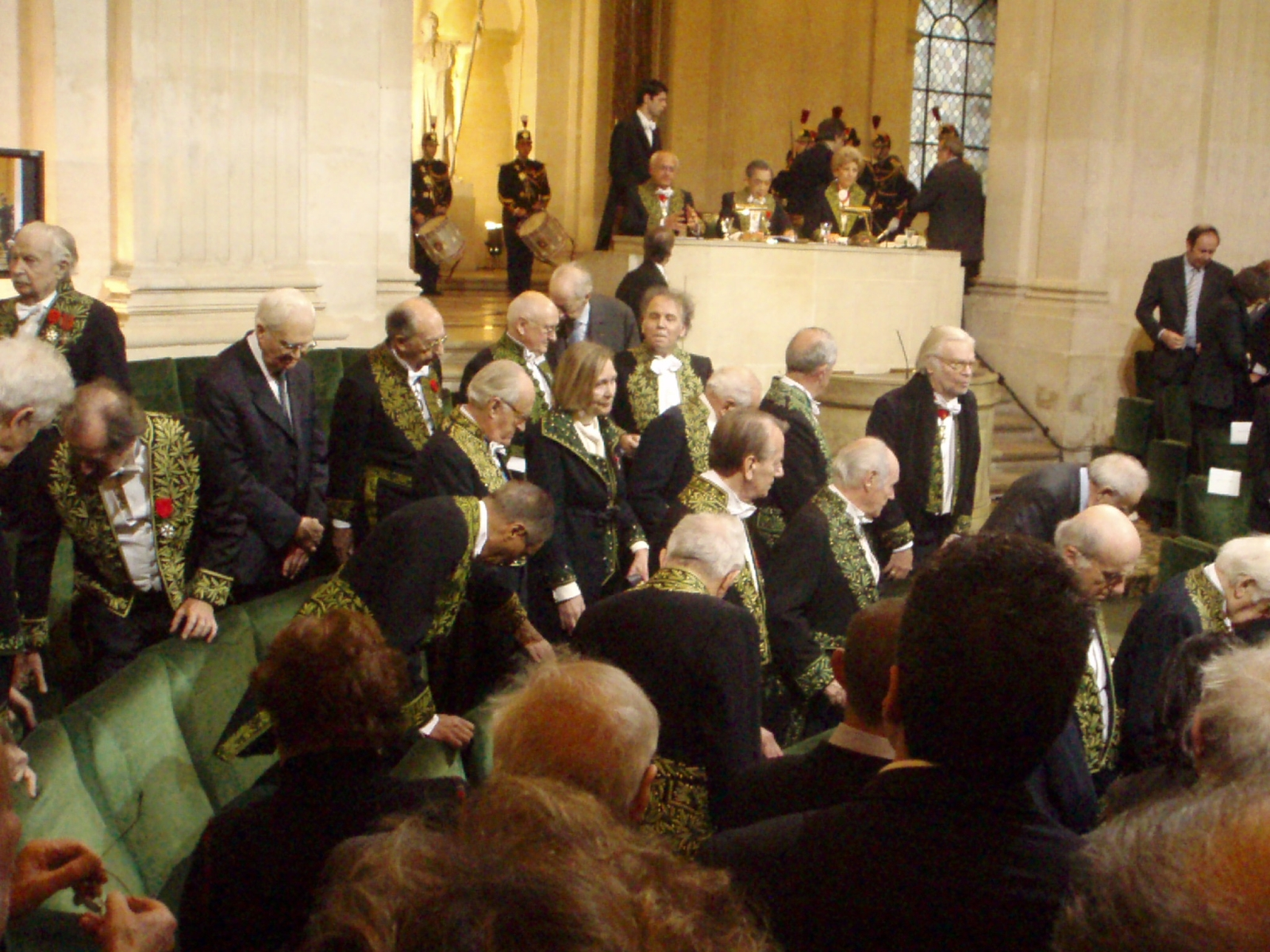
Khoảng hai chục viện sĩ Viện hàn lâm Pháp trong tháng 11 năm 2007